# Stefan Urosz II Milutin
Stefan Urosz II Milutin, serb. Стефан Урош II Милутин (ur. w 1253, zm. 29 października 1321) – król serbski w latach 1282–1321, syn Stefana Urosza I.

## Zdobycie władzy
W 1276 roku jego starszy brat Stefan Dragutin zdetronizował ojca. Próbując umocnić swoją pozycję zawarł sojusz z Karolem Andegaweńskim dążącym do wskrzeszenia zlikwidowanego przez Greków w 1261 roku Cesarstwa Łacińskiego. W 1282 roku, w którym Nieszpory sycylijskie położyły kres tym planom Andegaweńczyka, Sabor serbski w Deževie zmusił Dragutina do abdykacji na rzecz Stefana Urosza II Milutina. Dragutin zachował posiadłości na północy państwa nad Zachodnią Morawą i wokół Rudnika, połączone terytorialnie z ziemiami, które otrzymał w lenno od króla węgierskiego – banatem Maczwy, obejmującym dolinę rzeki Kolubary i ziemię belgradzką. Strącony z tronu serbskiego utworzył w północnej części ziem serbskich własne państwo. Przyłączył Usorę i Soli w północnej Bośni, a następnie przy pomocy Milutina zajął ziemię braniczewską.

## Ekspansja na południe
Po objęciu władzy Stefan Milutin podjął ekspansję na południe w stronę Macedonii, którą Michał VIII Paleolog, jeszcze jako dowódca bizantyński, zdobył w 1259 roku częściowo na Epirze, a częściowo na Serbii (w 1258 roku Stefan Urosz I przejściowo opanował bowiem Skopje, Prilep i Kiczewo). W 1282 i 1283 Milutin podbił północną Macedonię ze Skopjem, lecz dopiero po trwającej wiele lat wojnie w 1299 roku uzyskał ostatecznie od cesarza Andronika II jako wiano córki cesarskiej Symonidy Paleologiny, która została czwartą żoną Milutina. W 1308 Stefan Milutin ustalił przebieg granicy z Cesarstwem zajmując ziemie debarskie do Mat, ziemię kiczewską do granic Ochrydu, prilepską do miasta Prilep i do granic Proseka, a w końcu ziemię owczenską po miasto Sztip. Domagał się też przyznania mu Sztipu, który zdobył już wcześniej, ale bez powodzenia. Mimo ustaleń granica była stale naruszana, a jej okolice niespokojne.
Przyłączenie do Serbii znacznych obszarów, których ludność posługiwała się greką i pielęgnowała greckie obyczaje, a także przybycie do Serbii młodej królowej greckiej z licznym dworem wywołało przewrót obyczajowy najpierw na dworze Milutina, a stopniowo w całym państwie. W dokumentach serbskich pojawiły się odtąd nieznane wcześniej greckie terminy dotyczące podatków i stanowisk urzędowych. W nowy sposób z bizantyńskim przepychem zorganizowano dwór królewski. Wzrastające stale dochody czerpane głównie z eksploatacji kopalń srebra pozwoliły też Milutinowi na wznoszenie coraz okazalszych fundacji kościelnych pod kierunkiem sprowadzonych z Konstantynopola artystów. Milutin założył monaster w Nagorczino koło Kumanowa w Macedonii (przetrwała z niego cerkiew z zespołem fresków wykonanym na polecenie władcy) oraz wokół głównych centrów swojego państwa, które w tym czasie przesunęły się z Raszki na Kosowe Pole i do Hvosna zwanego coraz częściej Metohią (od „metoh” - posiadłość cerkiewna). Na Kosowym Polu powstała „zadužbina” Milutina – monaster w Graczanicy, a w Metohii – monastery nad rzeką Banjską i w Prizrenie. Poza Serbią wzniósł Milutin monastery : Chilandar na Atosie, w Tesalonice, w Konstantynopolu oraz monaster św. Michała Archanioła w Jerozolimie.

## Ostatnie lata
Na początku XIV wieku, wspierany przez króla węgierskiego Karola Roberta i papieża Stefan Dragutin wypowiedział wojnę Milutinowi, która zakończyła się po kilku latach ugodą przyznającą synowi Dragutina Władysławowi następstwo tronu serbskiego. Dragutin zmarł w 1316 roku. Po jego śmierci Milutin złamał ugodę i podbił państwo bratanka, wyjąwszy banat Maczwy i Belgrad, który w 1319 roku opanowali Węgrzy.
Zmarł po upadku z łóżka, 29 października 1321 roku, nie wyznaczywszy swego następcy, co doprowadziło do wojny domowej pomiędzy jego dwoma synami i bratankiem.

## Rodzina
Stefan Milutin był czterokrotnie żonaty:
- z Heleną Angeliną, córką Jana Angelosa władcy Tesalii, którą poślubił 1273/1276, a oddalił w 1283 roku,
- z Anną, córką cara bułgarskiego Jerzego I Tertera poślubioną jesienią 1284, oddaloną w 1294 roku.
- z Elżbietą węgierską, córką króla węgierskiego Stefana V, poślubioną w 1295 roku, oddaloną na przełomie 1298/1299
- z Simonidą Paleologiną, córką cesarza Andronika II Paleologa, poślubioną w 1300 roku, która uciekła od męża do Konstantynopola. Po śmierci matki w 1317 roku zmuszona przez brata Konstantyna wróciła na dwór męża[5].

Miał czworo dzieci:
- Stefana Konstantyna z małżeństwa z Anną,
- nieznane z imienia dziecko z tego samego małżeństwa,
- Annę Nedę z małżeństwa z Elżbietą węgierską,
- oraz Stefana Urosza z nieślubnego łoża[5].